# 德米特里·卡爾波夫
德米特里·瓦西里耶维奇·卡爾波夫（1981年7月23日—），生於卡拉干達州，哈萨克斯坦俄裔田徑運動員，主攻十項全能，是該項目亞洲紀錄保持人。2004年雅典夏季奧運會，卡爾波夫以8725分打破亞洲紀錄並贏得銅牌。2007年，他在日本大阪長居陸上競技場以8565分贏得世界田徑錦標賽銅牌。他也是亞運會冠軍。

## 外部連結
- 德米特里·卡爾波夫在的頁面